# آنتونیو یعقوب
آنتونیو یعقوب (انگلیسی: Antonio Yakoub؛ زادهٔ ۱۲ ژوئن ۲۰۰۲) بازیکن فوتبال متولد سوئد اهل سوریه است.
وی همچنین در تیم‌های ملی فوتبال زیر ۲۰ سال فنلاند، زیر ۲۳ سال سوریه، و سوریه بازی کرده‌است.